# Диагональная матрица
Диагональная матрица — квадратная матрица, все элементы которой, стоящие вне главной диагонали, равны нулю:
{\displaystyle D={\begin{bmatrix}d_{11}&0&\cdots &0\\0&d_{22}&\cdots &0\\\cdots &\cdots &\cdots &\cdots \\0&0&\cdots &d_{nn}\end{bmatrix}}}.
Диагональная матрица {\displaystyle D} с элементами {\displaystyle (d_{1},d_{2},\dots ,d_{n})}, стоящими на главной диагонали, обозначается {\displaystyle \mathrm {diag} \,\{d_{1},d_{2},\dots ,d_{n}\}}.
Является одновременно и верхнетреугольной и нижнетреугольной. Диагональная матрица симметрична: {\displaystyle D^{\intercal }=D}. Ранг диагональной матрицы равен количеству ненулевых элементов, находящихся на главной диагонали.
Диагональные матрицы можно складывать и перемножать почленно:
{\displaystyle \mathrm {diag} \,\{a_{1},a_{2},\dots ,a_{n}\}+\mathrm {diag} \,\{b_{1},b_{2},\dots ,b_{n}\}=\mathrm {diag} \,\{a_{1}+b_{1},a_{2}+b_{2},\dots ,a_{n}+b_{n}\}},
{\displaystyle \mathrm {diag} \,\{a_{1},a_{2},\dots ,a_{n}\}\mathrm {diag} \,\{b_{1},b_{2},\dots ,b_{n}\}=\mathrm {diag} \,\{a_{1}b_{1},a_{2}b_{2},\dots ,a_{n}b_{n}\}}.
Отсюда следует, что для того, чтобы возвести диагональную матрицу D в натуральную степень n, необходимо возвести в эту степень каждый из её диагональных элементов.
Определитель диагональной матрицы равен произведению диагональных элементов: {\displaystyle \mathrm {det} \,D=d_{11}d_{22}\dots d_{nn}}.
Алгебраическое дополнение недиагонального элемента диагональной матрицы равно нулю, то есть:
{\displaystyle D_{ij}={\begin{cases}0,&i\neq j\\\prod \limits _{i=1}^{n-1}d_{ii},&i=j\end{cases}}}.
Обратная матрица для диагональной матрицы равна:
{\displaystyle D^{-1}={\begin{bmatrix}d_{11}^{-1}&0&\cdots &0\\0&d_{22}^{-1}&\cdots &0\\\cdots &\cdots &\cdots &\cdots \\0&0&\cdots &d_{nn}^{-1}\end{bmatrix}}=\mathrm {diag} \,\{d_{11}^{-1},d_{22}^{-1},\dots ,d_{nn}^{-1}\}}.
Диагональными являются нулевая матрица, единичная матрица, скалярная матрица (все элементы главной диагонали равны).
В некоторых случаях недиагональная матрица может быть приведена к диагональному виду путём замены базиса; достаточным условием является различность всех собственных значений матрицы (в общем случае матрица приводима лишь к жордановой форме).
При умножении произвольной матрицы A на диагональную матрицу слева, каждая строка матрицы A умножается на соответствующий элемент диагональной матрицы (первая строка умножается на {\displaystyle d_{11}}, вторая на {\displaystyle d_{22}} и т.д.), а при умножении произвольной матрицы A на диагональную матрицу справа, каждый столбец матрицы A аналогично умножается на соответствующий элемент диагональной матрицы.
Диагональные элементы диагональной матрицы являются её собственными значениями.